# Logarji
Logarji este o localitate din comuna Velike Lašče, Slovenia, cu o populație de 30 de locuitori.